# Wugigarra yirgay
Wugigarra yirgay är en spindelart som beskrevs av Huber 200. Wugigarra yirgay ingår i släktet Wugigarra och familjen dallerspindlar.
Artens utbredningsområde är Queensland. Inga underarter finns listade i Catalogue of Life.